# Pinus fenzeliana
Pinus fenzeliana ist eine Pflanzenart aus der Gattung der Kiefern (Pinus) innerhalb der Familie der Kieferngewächse (Pinaceae). Das natürliche Verbreitungsgebiet liegt in Vietnam und im Süden von China einschließlich der Insel Hainan. Das Holz ist von guter Qualität und wird lokal in geringem Umfang genutzt, das Harz wird in Nordvietnam als Klebstoff verwendet.

## Beschreibung

### Erscheinungsbild
Pinus fenzeliana wächst als immergrüner Baum, der Wuchshöhen von bis zu 50 Metern, in vielen Gebieten maximale Wuchshöhen von jedoch nur 20 bis 30 Metern erreicht. Der Stamm erreicht einen Brusthöhendurchmesser von bis zu 1 Meter. Die Stammborke junger Bäume und die Borke der Äste ist glatt und dünn. Die Stammborke älterer Bäume ist braun, dunkelbraun oder graubraun, schuppig und blättert ab. Die Äste sind weit ausladend und bilden eine breite, schirm- oder kuppelförmige Krone. Die benadelten Zweige sind dünn. Junge Triebe sind anfangs blass braun, manchmal glauk und später graubraun, kahl oder selten in den Rillen schwach flaumig behaart.

### Knospen und Nadeln
Die vegetativen Knospen sind eiförmig bis zylindrisch und etwas harzig. Die Niederblätter sind dunkelbraun. Die Nadeln wachsen zu fünft in einer früh abfallenden Nadelscheide aus zarten, braunen Schuppen. Einige Nadeln können schon früher und unabhängig von den anderen abfallen und lassen damit unvollständige Nadelbündel mit weniger als fünf Nadeln zurück. Die Nadeln variieren sehr stark in ihrer Länge, zumindest zwischen unterschiedlichen Beständen. Sie sind abstehend oder hängend, dünn, biegsam, 4 bis 18 Zentimeter lang und 1 bis 1,5 Millimeter breit. Der Nadelrand ist sehr fein gesägt. Die Farbe der Nadeln ist glaukgrün, die beiden adaxialen Seiten tragen dünne Spaltöffnungslinien.

### Zapfen und Samen
Die Pollenzapfen wachsen in kleinen Gruppen. Sie sind kurz-zylindrisch.
Die Samenzapfen wachsen einzeln oder zu zweit bis zu dritt an kräftigen Stielen. Sie sind in Größe und Form variabel und können klein eiförmig bis lang zylindrisch sein, stehen anfangs aufrecht und sind später nach unten geneigt bis hängend. Sie sind selten ab 3 meist 5 bis 15 und manchmal bis 17 Zentimeter lang. Die Samenschuppen sind weich holzig, an der Basis mehr oder weniger biegsam und keilförmig bis länglich geformt. Die Apophyse ist rhombisch und an der Basis und der Spitze des Zapfens länglich, gebogen oder mehr oder weniger gerade. Reife Zapfen sind zerfurcht, gelblich braun bis rötlich braun und unter Witterungseinfluss graubraun. Die Spitze ist dünn oder etwas verdickt und meist aufgebogen. Der Umbo liegt terminal und ist klein und stumpf.
Die Samen sind verkehrt eiförmig oder ellipsoid, 10 bis 15 Millimeter lang, und bei Samenabgabe meist ohne Flügel. Falls ein Flügel vorhanden ist, ist er nur schwach entwickelt bis klein, immer kürzer als der Samen und löst sich leicht ab.

## Verbreitung, Ökologie und Gefährdung
Das natürliche Verbreitungsgebiet von Pinus fenzeliana liegt im Süden Chinas in der Provinz Guangdong einschließlich der Insel Hainan, in Guangxi und im Süden von Hunan und in Vietnam. Sie wächst in Höhen von meist 700 bis 1500 Metern, seltener ab 500 oder bis 1800 Metern auf steilen Berghängen und felsigen Bergkämmen, meist über Gebieten, die durch immergrüne Laubbäume geprägt sind. Die Art kann Reinbestände bilden, doch wächst sie meist zusammen mit anderen Nadelbäumen, in tieferen Lagen auch mit Bedecktsamern. In Vietnam, aber auch in einigen Gebieten in China,  findet man sie nur auf karstigem Kalkstein. Das Verbreitungsgebiet wird der Winterhärtezone 9 zugerechnet mit mittleren jährlichen Minimaltemperaturen von −6,6 bis −1,2 °Celsius (20 bis 30 °Fahrenheit).
In der Roten Liste der IUCN wird Pinus fenzeliana als gering gefährdet („Near Threatened“) eingestuft. Die Art hat ein recht großes Verbreitungsgebiet im Süden Chinas und im Norden Vietnams. Über einen Rückgang der Bestände auf Hainan und im Norden von Vietnam wurde berichtet, wobei unklar ist, wie stark die Bestände betroffen sind. Das Ausmaß kann bis zu 30 Prozent betragen. Umfangreiche Bestände gibt es in Guangdon im Nan Ling. Eine Gefährdung geht hauptsächlich durch das Abholzen der Bäume aus, das sich aber auf gut zugängliche Gebiete beschränkt. In Vietnam hat das Abholzen in einigen Gebieten zum Verlust von Populationen geführt. Doch wächst Pinus fenzeliana sowohl in China als auch in Vietnam in mehreren geschützten Gebieten.

## Systematik und Forschungsgeschichte
Pinus fenzeliana ist eine Art aus der Gattung der Kiefern (Pinus), in der sie der Untergattung Strobus, Sektion Quinquefoliae, Untersektion Strobus zugeordnet ist. Die Art wurde erst 1931 vom österreichischen Botaniker Heinrich von Handel-Mazzetti in seinem Artikel Kleine Beiträge zur Kenntnis der Flora von China in der Oesterreichischen Botanischen Zeitschrift erstbeschrieben. Das Artepitheton fenzeliana ehrt einen „Fenzel“ genannten Mann, der das Typusexemplar gefunden hat.
Die Flora of China unterscheidet neben Pinus fenzeliana auch Pinus kwangtungensis Chun ex Tsiang mit jeweils zwei Varietäten, die von Aljos Farjon ohne weiterer Unterteilung der früher erstbeschriebenen Art Pinus fenzeliana zugeordnet sind. Damit ist Pinus kwangtungensis nur ein Synonym. James E. Eckenwalder ordnet die als Pinus kwangtungensis Chun ex Tsiang beschriebenen Exemplare als Pinus parviflora var. kwangtungensis (W.Y. Chun ex Tsiang) Eckenwalder der Art Pinus parviflora zu, Exemplare die als Pinus fenzeliana beschrieben, wurden als Varietät Pinus armandii var. fenzeliana Pinus armandii zu. Diese Einordnung wird jedoch nicht allgemein anerkannt. Roman Businský beschrieb 2004 in einer Revision der Untersektion Strobus in Asien zwei neue Arten, Pinus orthophylla auf Hainan und Pinus eremitana aus dem Norden Vietnams. Dabei überschneiden sich die in der Veröffentlichung angegebenen Unterscheidungsmerkmale in einem Ausmaß, dass ein eigener Artstatus nicht gerechtfertigt ist, diese jedoch möglicherweise als Varietäten von Pinus fenzeliana anerkannt werden könnten.
Weitere Synonyme der Art sind Pinus parviflora var. fenzeliana (Hand.-Mazz.) C.L.Wu, Pinus wangii subsp. kwangtungensis (Chun ex Tsiang) Businský, Pinus wangii var. kwangtungensis (Chun ex Tsiang) Silba und Pinus wangii subsp. varifolia (Nan Li & Y.C.Zhong) Businský.
Pinus fenzeliana ähnelt der Art Pinus armandii, diese unterscheidet sich jedoch durch die dicken, harten Samenschalen und die an den Rändern nicht oder nur wenig zurückgebogene Apophyse. Pinus armandii hat auch ein weiteres Verbreitungsgebiet in China, Pinus fenzeliana ist auf Südchina beschränkt.

## Verwendung
Das Holz von Pinus fenzeliana ist gut als Bauholz, für Tischlerarbeiten und möglicherweise auch zur Möbelherstellung geeignet. Es wird jedoch hauptsächlich lokal verwendet, da es nur in geringen Mengen gefällt wird. In Vietnam wird das Harz gewonnen und als Klebstoff verwendet. Die Art wird jedoch nicht als Zierbaum verwendet.